# Kanarski Podenco
Kanarski Podenco je pasma psa, ki je prišel na Kanarske otoke v zadnjih 400 letih. Najprej so ga uporabljali za lovca na zajce, zdaj se ga uporablja kot lovskega psa ali spremljevalca. 
Ni najbolj primeren za otroke in mesto. Ne potrebuje veliko krtačenja ter ni učljiv. Je primeren za zunanje nočevanje ter za tekanje. Njegovo drugo ime je hrt Kanarskih otokov. Težek je do 22 kg visok pa do 64 cm. Živi od 12 - 13 let. Barve je zlato bele ter rjasto oranžne.